# 真海豚
真海豚，又名短吻真海豚，为海豚科海豚属的动物，多见于热带至温带海域。在中国大陆，分布于南海、黄海、东海等海域。该物种的模式产地在欧洲海域。
真海豚的科學分類相當複雜，各海域有型態上的地理變異，也有不同亞種的分類觀點。短吻真海豚(Delphinus delphis)為大西洋及太平洋溫暖海域數量最多的海豚，經常游至船附近乘浪。長吻真海豚(D. capensis)在多數區域較少被目擊，很難從海上分辨其與短吻真海豚的差別。對生活於印度洋中、嘴喙更長的長吻真海豚亞種(D. capensis tropicalis)所知甚少。
臺灣海域的真海豚以擱淺標本來說，目前兩個種類均有發現，但東北角及宜蘭海域出沒的真海豚的分類仍待確認。

## 外型與生活史
真海豚體型修長纖細、吻突長且突出、背鰭高聳呈三角狀 （相对于瓶鼻海豚镰刀状背鳍），有些地區的背鰭則近乎三角形。短吻及長吻真海豚體色獨特，呈交叉圖案，可分為四個部分：背部為深灰或黑色(披肩)，往下延伸至背鰭下方形成V字型、體側前半部呈暗黃至淡黃、體側後半部呈淡灰至灰色、腹部為白色，此外胸鰭至肛門處可能有一條紋與披肩平行，另一深色條紋從胸鰭往前延伸至下顎。
短吻真海豚的成年雄鯨體長約172至201公分(n=28)，成年雌鯨約164至193公分(n=37)，體重在200公斤左右，然而這些數字可能隨地區變化。美國加州海域真海豚的資料顯示，短吻真海豚的上排/下排牙齒分別為42-54顆、47-60顆。
真海豚懷孕期約10至11.7個月。初生體長為80至93公分，每胎之間的間隔從1年(黑海)到3年(東太平洋)都有。在黑海，幼豚於5至6個月大時斷奶，然而在其他地方可能晚一點。性成熟年齡也會隨著地區改變，雄豚性成熟在東太平洋及西大西洋為7至12歲，雌豚則為6至8歲。兩性最高年齡皆約為30歲(西北大西洋)。

## 族群狀況
短吻真海豚數量很多，在一些地區有數量估計(IUCN, 2008):東熱帶太平洋約2,963,000隻、美國西岸約400,000隻、歐洲大陸海域約63,400隻、部分歐洲外海區約273,000隻、西北大西洋約121,000隻、地中海西部約19,400隻，然而過去三、四十年，地中海的短吻真海豚數量大幅減少，已經列為受威脅的瀕危族群。
在東北太平洋，短吻真海豚的數量會隨著海洋環境產生季節性及年際的大幅變化，移動路線為南/北向和(或)近岸/離岸方向。在東熱帶太平洋，短吻真海豚主要生活上升流區域，在北、中、南太平洋的各個上升流區域中，短吻真海豚有時會成為鮪魚大型圍網漁業下的犧牲品。

## 食性與行為
真海豚分布於全球廣大的不同海域，因此食物來源多變，包括中層水域魚類、深海烏賊，以及鯖魚、鯡魚、烏賊等等常聚集於淺海的動物 。飲食習慣會隨著生活於不同地區的種類而變化，在西大西洋，生活於離岸的真海豚比生活於沿岸的真海豚攝食更多烏賊。曾有因攝食而潛至200公尺深的記錄。飲食習慣也會隨著季節及地區改變。短吻真海豚已知會合作狩獵。潛水通常在10秒和2分鐘之間，最長可持續達8分鐘。

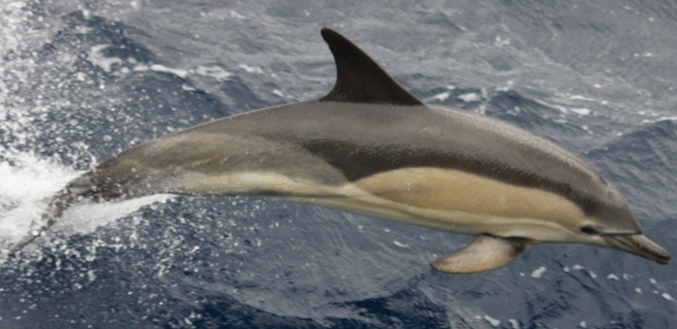
真海豚明顯的體色斑紋_Ireland

百隻或千隻的真海豚大群體是由數個20至30隻的關係較緊密群體所組成。一個群體中可能會有年齡及性別。會進行船頭乘浪，常見的空中行為: 海豚會垂直往上跳得很高，再縱向以背部入水，造成很大的水花。在東熱帶太平洋的一些區域，一些短吻真海豚群體會跟著黃鰭鮪共游，因此有時會被捕鮪魚的圍網捕獲。
在東歐，真海豚曾被成功圈養於海洋水族館長達8年，並在美國、紐西蘭、俄國，於圈養環境中成功生育下一代。短吻真海豚也是許多賞鯨產業的觀賞種類之一。

## 保育狀況
- IUCN_國際自然保護聯盟瀕危物種紅色名錄 :無危物種 [4](LC)
- 中国国家重点保护动物等级：二级
- 臺灣保育類野生動物名錄: 珍貴稀有